# ونوس (ترانه)
ونوس (به انگلیسی: Venus) نام ترانه‌ای از گروه شاکینگ بلو است که در سال ۱۹۶۹ انتشار یافت. این ترانه در سال ۱۹۷۰ در آمریکا و پنج کشور اروپایی به رتبه اول رسید. هنگامی‌که این آهنگ توسط گروه باناناراما در سال ۱۹۸۶ بازخوانی شد مجدداً در آمریکا و شش کشور دیگر به رتبه اول جداول موسیقی رسید.